# Evangelisch-Lutherische Kirche in Namibia
Die Evangelisch-Lutherische Kirche in Namibia (ELCIN; englisch The Evangelical Lutheran Church in Namibia) ist mit fast 700.000 Gemeindemitgliedern die größte Kirche in Namibia. Neben ihr bestehen weitere evangelisch-lutherische Kirchen, die überwiegend südnamibische Evangelisch-Lutherische Kirche in der Republik Namibia sowie die deutschsprachige Evangelisch-Lutherische Kirche in Namibia (DELK).

## Geschichte
Die Kirche ging aus der seit Juli 1870 betriebenen Missionsarbeit der Finnischen Evangelisch-Lutherischen Missionsgesellschaft (FELM) der Evangelisch-Lutherischen Kirche Finnlands unter Martti Rautanen hervor. Die ersten Taufen fanden am 6. Januar 1883 statt. Seit 1954 kam es zur Bildung der Evangelisch-Lutherische Ovambo-Kavango-Kirche (ELOC), die 1984 ihren heutigen Namen erhielt. Die ELCIN spielte im Kampf um die Unabhängigkeit Namibias eine wichtige Rolle. Durch die geographische Lage von Ovambo- und Kavangoland an der Grenze zu Angola lag die Kirche jahrelang im Zentrum des Aufmarschgebietes der südafrikanischen Armee für den Bürgerkrieg in Angola und des Kampfes gegen die Unabhängigkeitsorganisation SWAPO. 

## Gliederung
Obwohl die ELCIN in Bezug auf ihre Mitgliederzahl die größte evangelisch-lutherische Kirche in Namibia ist, erstreckt sich das Kirchengebiet weitestgehend auf die Regionen Nordnamibias von Kunene bis Sambesi. Mit dem Zuzug der Nordnamibier nach Windhoek und anderen Landesteilen hat die Kirche jedoch in ganz Namibia Zuwachs. Sie hat ihren Sitz in Ondangwa. Die Kirche betreibt zwei Privatschulen in Oshigambo (High School, gegründet 1960) und in Nkurenkuru (High school, gegründet 1990).
Die ELCIN gliedert sich seit 1992 in zwei Diözesen:

### Osten
Die Osten-Diözese hat etwa 300.000 Mitglieder und ihren Sitz in Oniipa. Es gibt (Stand 2023) in 58 Gemeinden 57 Pastoren und acht Dekane.
Bischöfe
- Kleopas Dumeni (1978–1996)
- Appollos Kaulinge (2000–2004)
- Johannes Cindano (2004–2010)
- S. V. V. Nambala (2011–2021)
- Martin Ngodji (2021, Elekt)
- Vakanz (2021–2025)
- Hilja Nghaangulwa (seit 2025, zuvor Administratorin)[3]

Dekanate
- Auala
- Oshigambo
- Uumbangalantu
- Epembe
- Omandongo
- Omuthiya
- Okongo
- Rundu
- Tsumeb
- Windhoek

### Westen
Die Westen-Diözese hat etwa 400.000 Mitglieder.
Bischöfe
- Kleopas Dumeni (1996–2000)
- Appollos Kaulinge (2000–2004)
- Tomas Shivute (2004–2012)
- Josafat Shanghala (2012–2014)
- Veikko Munyika (2014–2021)
- Vakanz (2021–2025)
- Gideon Niitenge (seit 2025, zuvor Moderator)[3]

Dekanate
- Elim
- Etilyasa
- Engela
- Nakayale
- Okahao
- Okambebe
- Onaanda
- Ongwediva
- Rosh Pinah
- Swakopmund
- Tsandi

## Fotos

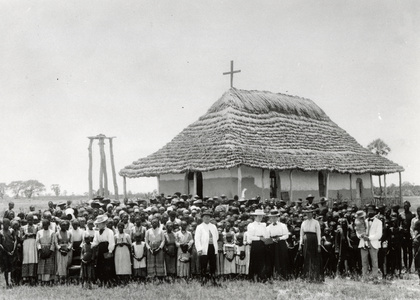
Der finnische Missionar Martti Rautanen in Olukonda (1899)
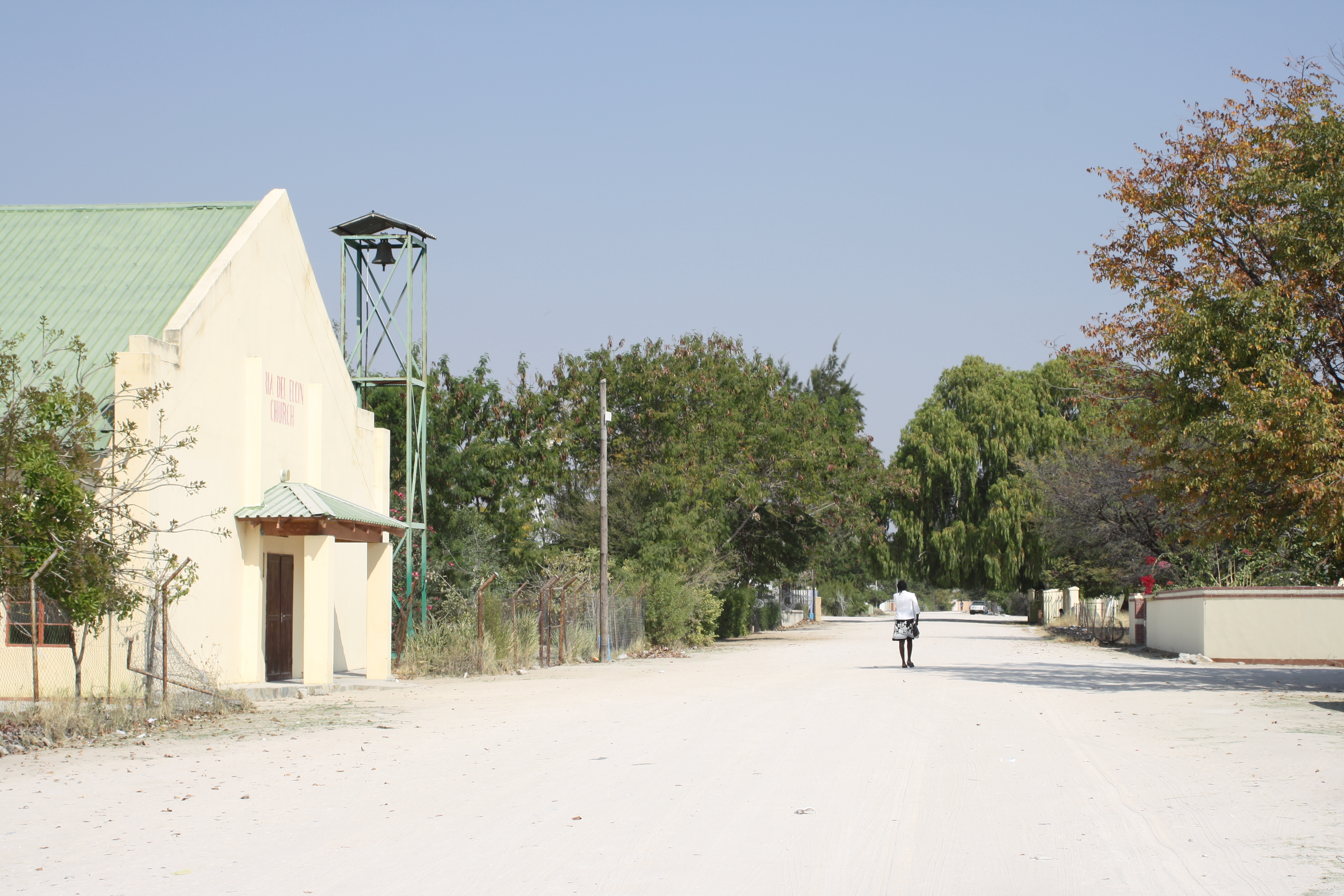
Evangelische Kirche Ongwediva (2011)